# Sabrina Janesch
Sabrina Janesch (* 20. dubna 1985, Gifhorn, Dolní Sasko) je původem německo-polská spisovatelka, píšící německy.

## Život a dílo
Je dcerou polské matky a německého otce. V letech 2004–2009 studovala tvůrčí psaní a žurnalistiku na univerzitě v Hildesheimu a také dva semestry polonistiky na Jagelonské univerzitě v polském Krakově. Od roku 2009 je spisovatelkou a novinářkou na volné noze.

### Publikační činnost (výběr)
- Katzenberge: Roman (Aufbau Verlag, 2010) – autorčina literární prvotina[5]
- Ambra: Roman (2012)
- Tango für einen Hund: Roman (2014)